# Montipora niugini
Espèce
Statut de conservation UICN

 NT  : Quasi menacé
Statut CITES
Montipora niugini est une espèce de coraux appartenant à la famille des Acroporidae.